# Simposios Iberolatinoamericanos de Terminología
En los Simposios Ibero-latinoamericanos de Terminología (SILAT), Anatómica, Histológica y Embriológica, se estudia, analiza, traduce y divulga la terminología morfológica internacional, con el fin de que las instituciones educativas de medicina y de otras áreas de la salud, de habla hispana y portuguesa, la empleen cotidianamente.

## Introducción
La comunicación en las ciencias de la salud requiere de una terminología clara y precisa. Sin embargo, en algunos ámbitos de las ciencias morfológicas (anatomía, histología y embriología) se mantienen diversas denominaciones para diferentes estructuras, basadas en analogías de formas, nombre de maestros, sinónimos y epónimos. Para superar estas imprecisiones resulta necesaria la terminología morfológica internacional. 
La terminología busca lograr la unificación de las denominaciones de las estructuras que en la práctica aún no se han conseguido satisfactoriamente. 

## Marco internacional

### Historia
En el pasado no existían los medios de comunicación actual con lo cual se ignoraba lo que se escribía en otros países y en otros idiomas. Esto ocasionó la proliferación de diferentes términos para una misma estructura, siendo varios los factores que intervinieron para propiciar la persistencia de algunos nombres en detrimento de otros.
El primer comité fue fundado por la Sociedad Alemana de Anatomía en 1895 y tuvo la finalidad de señalar más de 5.000 términos anatómicos con un solo nombre. Su trabajo constituyó la Nomina Anatómica de Basilea (BNA). Posteriormente, fue corregida y aumentada en el VI Congreso Internacional de Anatomistas, en París en 1955; y adoptó una nueva denominación, Nomina Anatómica de París (PNA). Luego, se sucedieron otras, hasta que en el XIII Congreso Internacional de Río de Janeiro, en 1989, se estableció  finalmente el actual Comité Internacional Federativo de Terminología Anatómica (FICAT). Por lo tanto, el antiguo Comité Internacional de Nomenclatura Anatómica, hoy día continúa funcionando como Comité Internacional de Terminología Anatómica (FICAT). 
Este último procura que:
1. el lenguaje empleado sea el latín.
2. casi todas las estructuras anatómicas se denominen con una sola palabra.
3. los términos impliquen un cierto valor descriptivo.
4. se eliminen las eponimias, es decir, los señalamientos de un detalle anatómico empleando el nombre de una persona o lugar.

Desde 1933, el Comité Internacional de Nomenclatura Anatómica estableció formalmente la supresión de los epónimos. 
La terminología anatómica nació hace 114 años en Basilea y su última actualización se publicó en 1998.  Por otra parte, la terminología histológica, más reciente, tuvo su actualización en el año 2008. Y finalmente, la terminología embriológica, discutida y aprobada en el XVII Congreso Internacional de Anatomía en Ciudad del Cabo, África del Sur, en agosto del 2009. Estas terminologías morfológicas internacionales son resultado de reuniones de expertos que constituyen el FICAT dependiente de la Federación Internacional de Asociaciones de Anatomistas.

### Fines y objetivos
Este comité intenta que el término impuesto sea lo más preciso posible, con el objeto de otorgar el sentido y el significado de la palabra elegida para identificar una estructura. El término elegido debe relacionar las características morfológicas con la función, aportando una sólida base para la comprensión de dicha estructura.
Permite el uso de un lenguaje científico común para toda la comunidad científica. Por ello, su conocimiento y manejo es de gran utilidad para los investigadores y docentes de las ciencias morfológicas.

## Marco panamericano

### Historia
Los Simposios Ibero-latinoamericanos de Terminología (SILAT) son una actividad científica de la Asociación Panamericana de Anatomía. La iniciativa fue del Dr.Rolando Cruz Gutiérrez (Costa Rica), apoyada por los Presidentes Honorarios de dicha asociación e impulsada por el Dr. Ricardo J. Losardo (Argentina).  
Los motivos de su creación fueron: a) dar respuesta a las dificultades en el empleo de la terminología en las instituciones educativas de la región; y b) la necesidad de entrenarse en el uso de un lenguaje científico común que utiliza toda la comunidad científica internacional. 
En ellos, profesores de todos los países asistentes: Argentina, Bolivia, Brasil, Colombia, Costa Rica, Chile, Ecuador, EE. UU., El Salvador, Guatemala, Honduras, México, Nicaragua, Perú, República Dominicana y Venezuela; presentan y discuten observaciones semánticas y descriptivas de algunas estructuras.

### Sedes y fechas
En San José de Costa Rica, se realizó el 1º  Simposio Ibero-latinoamericano de Terminología Anatómica e Histológica, entre el 13 y el 16 de abril de 2009, en la Universidad de Costa Rica, Ciudad de la Investigación; y fue su presidente el Prof.  Dr. Rolando Cruz Gutiérrez. 
En Lima (Perú), se realizó el 2º  Simposio Ibero-latinoamericano de Terminología Anatómica e Histológica, entre el 15 y 18 de septiembre de 2009, en la Universidad de San Martín de Porres, Facultad de Odontología, en forma conjunta con el 4º Congreso Internacional de Odontología; y fue su presidente el Prof. Dr. Germán Molina Albornoz.
En San José de Costa Rica, se realizó el 3º Simposio Ibero-latinoamericano de Terminología Anatómica, Histológica y Embriológica,  entre el 26 y el 30 de abril de 2010, en la Universidad de Costa Rica, Facultad de Medicina; y fue su presidente el Prof.  Dr. Rolando Cruz Gutiérrez.
En San Pablo (Brasil), se realizó el 4º Simposio Ibero-Latinoamericano de Terminología Anatómica, Histológica y Embriológica, entre el 3 y el 7 de octubre de 2010, en la Universidad de San Pablo, Facultad de Medicina; y fue su presidente la Prof. Dra. Nadir Eunice Valverde Barbato de Prates. 
En Temuco (Chile), se realizó el 5º Simposio Ibero-Latinoamericano de Terminología Anatómica, Histológica y Embriológica, entre el 25 y el 26 de octubre de 2010, en la Universidad de La Frontera, Facultad de Medicina; y fue su presidente el Prof. Dr. Alberto Rodríguez Torres. Este Simposio se realizó en forma conjunta con el XVII Congreso Panamericano de Anatomía.
En México D. F. (México), se realizó el 6º Simposio Ibero-Latinoamericano de Terminología Anatómica, Histológica y Embriológica, entre el 13 y el 16 de abril de 2011, en la Universidad Nacional Autónoma de México, Facultad de Medicina; y fue su presidente el Prof. Dr. Manuel Arteaga Martínez.
En San Pablo (Brasil), se realizó el 7° Simposio Ibero-Latinoamericano de Terminología Anatómica, Histológica y Embriológica, entre el 12 y el 16 de febrero de 2012, en la Universidad de San Pablo, Facultad de Medicina; y fue su presidente el Prof. Dr. Richard Halti Cabral. Este Simposio se realizó en forma conjunta con el XXII Simposio Internacional de Ciencias Morfológicas.
En San José de Costa Rica se realizó el 8° Simposio Ibero-Latinoamericano de Terminología Anatómica, Histológica y Embriológica, entre el 2 y 4 de mayo de 2012, en la Universidad de Costa Rica, Facultad de Medicina; y fue su presidente el Prof. Dr. José Luis Quirós Alpizar.
En Huatulco, Oaxaca (México), se realizó el 9º Simposio Ibero-Latinoamericano de Terminología Anatómica, Histológica y Embriológica, el 29 y el 30 de septiembre de 2013, en la Universidad Nacional Autónoma de México, Facultad de Medicina; y fue su presidente la Profa. Dra. María Isabel García Peláez.
En Managua (Nicaragua), se realizó el 10º Simposio Ibero-Latinoamericano de Terminología Anatómica, Histológica y Embriológica, del 16 al 18 de julio de 2014, en la Universidad Nacional Autónoma de Nicaragua, Facultad de Medicina; y fue su presidente la Profa. Dra. Jamnyce Altamirano Carcache.
En Temuco (Chile), se realizó el 11º Simposio Ibero-Latinoamericano de Terminología Anatómica, Histológica y Embriológica, el 20 y 21 de noviembre de 2014, en la Universidad de La Frontera, Facultad de Medicina; y fue su presidente el Prof. Dr. Mariano del Sol Calderón.
En San José de Costa Rica, se realizó el 12º Simposio Ibero-latinoamericano de Terminología Anatómica, Histológica y Embriológica,  entre el 25 y el 28 de agosto de 2015, en la Universidad de Costa Rica, Facultad de Medicina; y fue su presidente el Prof.  Dr. Rolando Cruz Gutiérrez.
En Valdivia (Chile), se realizó el 13º Simposio Ibero-Latinoamericano de Terminología Anatómica, Histológica y Embriológica, el 11 y 12 de noviembre de 2015, en la Universidad Austral de Chile, Facultad de Medicina; y fue su presidente, el Prof Dr. Erik Gonzalo Trujillo.
En Ciudad de México (México), se realizó el 14º Simposio Ibero-Latinoamericano de Terminología Anatómica, Histológica y Embriológica, el 28, 29 y 30 de julio de 2016, en la Universidad Nacional Autónoma de México, Facultad de Medicina; y fue su presidente el Prof. Dr. Antonio Soto Paulino. Se celebró el cincuentenario de la Asociación Panamericana de Anatomía.
En Lima (Perú), se realizó el 15º Simposio Ibero-Latinoamericano de Terminología Anatómica, Histológica y Embriológica, el 8 y 9 de marzo de 2018, en la Universidad de Telesup, Escuela de Postgrado y Facultad de Medicina; y fue su presidente el Prof. Dr. Jorge Moscol Gonzáles. Se celebró una reunión de la Academia Panamericana de Anatomía.
En Pucón (Chile), se realizó el 16º Simposio Ibero-Latinoamericano de Terminología Anatómica, Histológica y Embriológica, el 4 y 5 de octubre de 2018, organizado por la Universidad de La Frontera, y fue su presidente el Prof. Dr. Mariano del Sol. Se realizó junto con el 20º Congreso de Anatomía del Cono Sur.
En Buenos Aires (Argentina), se realizó el 17º Simposio Ibero-Latinoamericano de Terminología Anatómica, Histológica y Embriológica, el 27, 28, 29, 30 y 31 de mayo de 2019, organizado por la Universidad de Buenos Aires y fue su presidenta la Prof. Dra. María Elena Samar. Se realizó junto con el XIX Congreso Panamericano de Anatomía y el 21º Congreso de Anatomía del Cono Sur.
En Pucón (Chile), se realizó el 18º Simposio Ibero-Latinoamericano de Terminología Anatómica, Histológica y Embriológica, el 11, 12 y 13 de noviembre de 2019, organizado por la Universidad de La Frontera y fue su presidenta la Prof. Dra. Bélgica Vásquez.
En Pucón (Chile), se realizó el 19º Simposio Ibero-Latinoamericano de Terminología Anatómica, Histológica y Embriológica, el 4, 5 y 6 de octubre de 2023, organizado por la Universidad de La Frontera y fue su presidente el Prof. Dr. Ricardo Jorge Losardo. Se realizó junto con el XXV Congreso de Anatomía del Cono Sur.

## Principios básicos
Teniendo en cuenta las disposiciones y orientaciones de FICAT, se acepta la denominación de las estructuras morfológicas, respetando las raíces latinas y griegas, pero considerando las traducciones aceptadas por las reglas de la lingüística de los idiomas oficiales. Para FICAT la terminología debe adaptarse al idioma vernáculo y su denominación debe concentrar la información y el papel descriptivo de la estructura en cuestión.
Cualquier modificación en la terminología debe seguir los principios que le dieron origen en Basilea, Suiza, en 1895: a) la universalidad; b) respetar en lo posible el vocablo en latín y su traducción al idioma español; c) describir el elemento de la forma más fiel a los principios de la geometría y la forma; y d) que el término sea congruente, o sea si se acepta sus derivados se debe aceptar la palabra primitiva que dio origen a aquellos derivados. 
En estos Simposios Ibero-latinoamericanos se realizan propuestas que pretenden brindar una información más exacta de algunas estructuras y lograr una denominación única, ya que en algunos términos se advierte una falta de precisión en su identidad. 

### Fines y objetivos
- El objetivo de estos simposios es estudiar, analizar, traducir y divulgar la terminología morfológica internacional.

- En ellos se proponen términos que simplifican la denominación de las estructuras y facilitan el aprendizaje y la comunicación.

- Están también destinados a orientar al docente y al estudiante (de grado y postgrado) frente a la diversidad terminológica que se presenta cuando consultan bibliografía diversa.

- Las conclusiones y recomendaciones de estos Simposios Ibero-latinoamericanos, sirven de base para conocer y conciliar términos “panamericanos” surgidos en distintos ámbitos, que no fueron contemplados en las ediciones en circulación. Esto permitirá enriquecer las futuras ediciones.

## Hallazgos y resultados
Es necesario la unificación y la actualización de términos para evitar confusiones, facilitando la enseñanza-aprendizaje y la investigación. 
Se advirtió que en algunas universidades latino-americanas se incluyen términos anatómicos, histológicos y embriológicos, con sus sinónimos y epónimos con el fin de facilitar el acceso al vocabulario específico de esta temática, pero privilegiando aquellas que tienen mayor consenso internacional.
Se señaló que existen problemas con algunos términos anatómicos usados frecuentemente en la práctica quirúrgica profesional, por la gran cantidad de denominaciones e interpretaciones que se le atribuyen en publicaciones médicas actuales. 
Si bien algunos términos morfológicos resultan inadecuados y llevan a tener una visión alterada de la realidad morfológica, esta se ve incrementada por las anotaciones que se hacen en el ámbito de la tradición, de la ciencia popular y de los manuscritos. 
También, se remarcó que esto se puede observar en algunos textos pero no se debe dar valor a las publicaciones que utilizan términos obsoletos. 
Finalmente, estos aspectos desafortunadamente tienden a desorientar a estudiantes, graduados y profesores.

## Recomendaciones

### Diccionarios de regionalismos y epónimos
Se insistió en que se debe perpetuar los términos anatómicos vernáculos, folclóricos y aún vulgares para evitar que se pierdan para las próximas generaciones: probablemente si no se acuñan y se rescatan ahora, en cien años será muy difícil volverlos a mencionar o investigar.
También hay términos que han nacido en los laboratorios de disección, en los anfiteatros anatómicos y en los quirófanos, que difieren en los distintos países y regiones y que conviene conservar para la historia.
Se resaltó también la importancia de la preservación de términos epónimos que perpetuaron la memoria de los anatomistas que investigaron, descubrieron y describieron estructuras anatómicas y que fueron galardonados por sus colegas contemporáneos concediéndoles sus nombres por sus méritos.
Todos ellos podrían acuñarse en otras publicaciones con interés histórico, no propiamente terminológico; y que constituyen la historia y el folclore médico de cada país o región.

### Listas históricas en español
Se sugirió comparar las listas históricas de la terminología anatómica actual con las nomenclaturas traducidas al español por eximios anatomistas de América, como es el caso del Prof.  Dr. Ives Chatain (Colombia).

## Conclusiones
El conocimiento de estas terminologías morfológicas internacionales, motiva a dar a las nuevas generaciones de profesionales de la salud y del área biológica, la herramienta correcta del siglo XXI.
Conseguir un consenso mundial está representando un gran esfuerzo pero se debe seguir trabajando para llegar a una denominación óptima de cada estructura anatómica, histológica y embriológica. 
SILAT desea contribuir con indicaciones y propuestas de cambios a la FICAT, con el fin de que puedan ser considerados. Así como vincular las listas latinas e inglesas con los idiomas español y portugués. 
Estos singulares encuentros ibero-latinoamericanos han logrado una convocatoria sin precedente, con la participación de destacados expertos universitarios panamericanos. 
Se ha tomado el compromiso de continuarlos en distintos países, con el propósito de seguir revisando, analizando, discutiendo y traduciendo los términos morfológicos y corregir los eventuales errores y defectos de las estructuras estudiadas.

## Agregados
Información adicional y detallada sobre el acta fundacional, la estructura organizativa y las actividades de los Simposios Iberolatinoamericanos de Terminología podrán consultarse en los anexos respectivos de cada uno de estos temas.